# Conflicte íntim
Conflicte íntim (títol original: The Man Inside) és una pel·lícula d'aventures criminal britànica de 1958 dirigida per John Gilling i protagonitzada per Jack Palance, Anita Ekberg, Nigel Patrick i Anthony Newley. Va ser produït per Irving Allen i Albert R. Broccoli per a Warwick Film Productions. El guió de David Shaw es basava en la novel·la homònima de 1954 de M.E. Chaber. Va ser l'últim paper cinematogràfic de Bonar Colleano. Està doblada al català.

## Argument
Sam Carter és un empleat d'un joier que somia amb robar una fortuna en diamants. Finalment ho fa, però en el procés mata un home. Després s'embarca en la vida alta categoria, però és perseguit per tot Europa pel detectiu privat Milo March, una dona anomenada Trudi Hall i dos delinqüents, Martin Lomer i Gerard Heinz.

## Repartiment
- Jack Palance com Milo March
- Anita Ekberg com Trudie Hall
- Nigel Patrick com Sam Carter
- Anthony Newley com Ernesto Garcia
- Bonar Colleano com Martin Lomer
- Sid James com Franklin
- Donald Pleasence com organista
- Eric Pohlmann com Manuel Tristao
- Gerard Heinz com Robert Stone
- Alec Mango com Lopez
- Alfred Burke com Mr Pritchard
- Bill Shine com marit anglès
- Naomi Chance com Jane Leighton
- Walter Gotell com Profuno

## Producció
Alan Ladd va ser anunciat originalment per interpretar el protagonista, i més tard es va anunciar que Victor Mature ho faria.
A l'octubre de 1957, el rodatge del projecte es va retardar del novembre de 1957 a l'abril de 1958 per tal de permetre el flux de caixa a Warwick després de la decepció de taquilla de Foc amagat (1957).

## Recepció crítica
The Monthly Film Bulletin va escriure: "Pràcticament una còpia en carbó de Interpol (1957) del mateix director, aquest thriller peripatètic comparteix els defectes de la pel·lícula anterior, així com els seus avantatges. La característica més notable de la pel·lícula és l'actuació de Nigel Patrick".
La Guia de pel·lícules de Radio Times va donar a la pel·lícula 3/5 estrelles, escrivint: "Aquest fil passat de moda té a Nigel Patrick a la fuga amb un diamant impagable i un galant de Hollywood Jack Palance com a detectiu privat a la persecució, d'una capital europea a la següent, agafant l'escultura Anita Ekberg en el camí. Amb Anthony Newley com a taxista espanyol, Donald Pleasence com a organista i Sid James com a noi. Només pel repartiment val la pena veure'l, encara que la trama. és tan vella com els turons".
El crític de cinema britànic Leslie Halliwell va dir: "Un thriller britànic bastant modest i poc emprenedor que no tenia gaires esperances del mercat mundial al qual es dirigia".